# Дуглас, Уильям, 9-й граф Ангус
Уильям Дуглас (ок. 1532 — 1 июля 1591) — шотландский аристократ, 9-й граф Ангус (1588—1591), ревностный сторонник Марии Стюарт, королевы Шотландии.

## Биография
Старший сын сэра Арчибальда Дугласа из Гленбери (1513—1570) и Агнессы Кейт, дочери Уильяма Кейта, 3-го графа Маршала. Правнук Арчибальда Дугласа, 5-го графа Ангуса.
В августе 1588 года после смерти Арчибальда Дугласа, 8-го графа Ангуса, не оставившего после себя потомства, Уильям Дуглас унаследовал титул и владения графа Ангуса.
Роберт Дуглас (1694—1770), 6-й баронет из Гленбери, утверждал, что сэр Уильям Дуглас из Гленсбери (так он именовался до получения титула графа Ангуса) был человеком великой чести и честности, и преданным другом королевы Марии. Он сопровождал её во время экспедиции на север, и стойко вел себя в битве при Корричи в 1562 году.
В июле 1591 года 59-летний Уильям Дуглас скончался в замке Гленбери.

## Семья и дети
Был женат на Эгидии, дочери сэра Роберта Грэма из Морфи, от брака с которой имел девять сыновей и четыре дочери:
- Уильям Дуглас (1552—1611), 10-й граф Ангус, старший сын и наследник
- Арчибальд Дуглас (? — 1584), пастор из Гленбери
- Джордж Дуглас (? — 1590)
- Сэр Роберт Дуглас из Гленбери
- Дункан Дуглас (? — 1591), пастор из Гленбери
- Гэвин Дуглас (? — 1616), женат на Элизабет Кейт
- Сэр Джон Дуглас из Барраса
- Фрэнсис Дуглас (? — 1600)
- Генри Дуглас (? — 1595), женат на Джанет Мюррей
- Маргарет Дуглас, жена Уильяма Форбса из Монимаска
- Джейн Дуглас, муж — Джон Уишарт из Balisycht
- Элизабет Дуглас, муж — Томас Гордон из Клуни
- Сара Дуглас, 1-й муж — Роберт Страчан, 2-й муж Джордж Окинлек из Балманно